# Nordea-fonden
Nordea-fonden (tidligere Unidanmark-fonden og Nordea AB-koncernen) er en dansk almennyttigt fond, der støtter projekter inden for fire områder; sundhed, motion, natur og kultur, der er til gavn og glæde for mennesker over hele landet. Fonden uddeler også legater til studieophold i udlandet.
Nordea-fonden har til huse i Heerings Gaard på Christianshavn i København.
I 2022 forventer fonden at uddele ca. 550 mio. kr. til almennyttige formål i Danmark. Nordea-fonden er blandt landets mest uddelende fonde.
Nordea-fonden ejer ca. 4 pct. (ultimo 2021) af aktiekapitalen i Nordea Bank Abp, svarende til, at fonden er bankens fjerdestørste aktionær, og den største danske investor. Afkastet fra Nordea-fondens formue er grundlaget for uddelinger til almennyttige og velgørende formål.

Nordea-fonden administrerer Tietgenfonden, en almennyttig fond med et erhvervsdrivende formål.

## Historie
Fondens midler stammer oprindeligt fra Sparekassen SDS' andelshaveres opsparede kapital, idet sparekassen i 1989 blev omdannet til et aktieselskab. Ved fusionen mellem Sparekassen SDS A/S, Privatbanken A/S og Andelsbanken A/S til Unibank A/S i 1990 skiftede fonden navn til Unidanmark-fonden. Da Unibank A/S i 2002, som Nordea Bank Danmark A/S, gik ind i Nordea AB-koncernen, ændrede fonden sit navn til Nordea Danmark-fonden. I 2008 skiftede fonden navn til Nordea-fonden.

## Ledelse
Nordea-fondens bestyrelse består af otte medlemmer, der har ansvar for at forvalte fondens midler i overensstemmelse med fondens formål og langsigtede interesser. Nordea-fondens direktion varetager den daglige ledelse af administrationen, der består af 23 medarbejdere. Direktionen består af Henrik Lehmann Andersen.